# Любчо Коцарев (физик)
Любчо Коцарев (на македонска литературна норма: Љупчо Коцарев) е учен от Република Северна Македония, специалист в областта на физиката, техническите и компютърните науки, член на Македонската академия на науките и изкуствата от 2007 година. От 1 януари 2020 година Коцарев е председател на Академията.

## Биография

### Образование
Любчо Коцарев е роден на 25 февруари 1955 година в Скопие, тогава във Федеративна народна република Югославия. Завършва основно и средно образование в родния си град и след това и учи във Факултета по електротехника на Скопския университет. Получава магистърска степен от Електротехническия факултет на Белградския университет и докторска степен от Института по физика към Природо-математическия факултет на Скопския.

### Работа и научни интереси
От 1985 до 1999 година и от 2007 година преподава във Факултета по електротехника и Факултета по информационни науки и компютърно инженерство на Скопския университет. От 1999 до 2016 година работи в Калифорнийския университет - Сан Диего, САЩ. В 2006 година е избран за член на Американското дружество на електроинженерите. Избран е за член на Македонската академия на науките и изкуствата извън състава на 27 май 2003 година, и за редовен член на 1 май 2007 година.
Научните интерес на Коцарев обхващат няколко области на физиката, техническите науки и компютърните науки: нелинейна физика, сложни системи и мрежи, електрически вериги и системи, теория на информацията и криптография, машинно обучение, обработка на данни и данни.
В 2019 година му е връчена Държавната награда „Единадесети октомври“.

### Отнощение към България и Гърция
Коцарев е виден критик на Договора за приятелство, добросъседство и сътрудничество между Република България и Република Македония от 2017 година и на Преспанското споразумение с Гърция от 2018 година. През юли 2021 година Коцарев пише в „Нова Македония“:
| „ | ...тръгнахме прибързано и безразсъдно, без да преценяваме основателността и размера на инвестицията и дали целта, наречена ЕС, оправдава вложените средства, първо с подписването на Договора за добросъседство с България, след това с подписването на Преспанския договор и накрая пристигна Рамковата позиция на България... Трите документа ограничават пространственото измерение на македонския език. Документите твърдят, че в съседните държави няма македонско малцинство, така че македонският език се говори само на територията на днешна Македония. Рамковият документ ограничава времевата рамка на македонския език и твърди, че македонският език съществува едва от 1944 г... Трите документа, Преспанският, Българският и Рамковият, от научна гледна точка са безсмислени, нищожни, абсурдни, неприемливи, празни и безполезни! | “ |